# José Badia
Pour les articles homonymes, voir Badia (homonymie).
José Badia, né le 2 janvier 1945 à Monaco, est une personnalité politique monégasque.

## Biographie
Il fut Conseiller de gouvernement pour les Relations Extérieures et la Coopération Internationale dans le gouvernement de Michel Roger entre 1er janvier 2011 et 22 février 2015.

## Décorations
- Grand-croix de l'ordre pro Merito Melitensi[1]